# Akilles Järvinen
Akilles Järvinen (Jyväskylä, 19 de septiembre de 1905-Tampere, 7 de marzo de 1943) fue un atleta finlandés, especialista en la prueba de decatlón en la que llegó a ser subcampeón olímpico en 1932.

## Carrera deportiva
En los JJ. OO. de Los Ángeles 1932 ganó la medalla de plata en la competición de decatlón, con un total de 8292 puntos, tras el estadounidense James Bausch que con 8462 puntos batió el récor del mundo, y por delante del alemán Wolrad Eberle (bronce con 8030 puntos).